# Reservehjul
Et reservehjul er et hjul, som opbevares i en bil eller andet køretøj og benyttes, hvis et af de ordinære hjul udsættes for en punktering.

## Typer af reservehjul
Et reservehjul kan enten være af samme type som bilens ordinære hjul eller et såkaldt nødhjul. Det sidstnævnte er lettere og smallere, hvilket sparer vægt og plads. Nødhjul er normalt mærket med en lav maksimal hastighed (ofte 80 km/t) og en kort maksimal kørestrækning. Visse biler, som f.eks. Dodge Challenger, leveres med et tomt, pladsbesparende nødhjul som ved punktering skal fyldes med en medfølgende trykluftbeholder.

## Opbevaring
I personbiler opbevares reservehjulet ofte under bagagerumsgulvet. Et alternativt opbevaringssted er under bilen, hvilket dog har den ulempe at reservehjulet bliver meget snavset. På SUV'er og varebiler er reservehjulet ofte monteret bagpå bilen, normalt tildækket med et overtræk.

## Reservehjul som trykbeholder
På Volkswagen Type 1 (som har hækmotor, hvorfor reservehjulet opbevares i bagagerummet forrest i bilen), benyttes reservehjulet som trykbeholder til forrudesprinkleren.